# Neofiti
I neofiti erano un gruppo di anusim italiani, noti anche come cripto-ebrei, residenti nell'Italia meridionale.

## Storia

Il Regno di Sicilia.

I neofiti erano discendenti di ebrei costretti a convertirsi al cattolicesimo nel 1493. Continuarono a praticare segretamente alcuni elementi dell'ebraismo, come fecero molti dei loro discendenti.
Verso la fine del Quattrocento, l'Inquisizione spagnola diede la caccia spietata ai neofiti e molti di loro vennero torturati e giustiziati, soprattutto in Sicilia.
Oggi, alcuni discendenti dei neofiti in Calabria e Puglia si sono riconvertiti all'ebraismo e hanno fatto rivivere le loro antiche congregazioni ebraiche.

## Vedi anche
- Dönmeh
- Converso
- Marrano
- Ebrei di San Nicandro
- Storia degli ebrei in Sicilia

## Riferimenti
Expulsion of the Sicilian Neofiti (Marranos) and their resettlement, su The-jewish-story.org. URL consultato il 18 novembre 2016.
1. ↑   The-jewish-story.org,  http://www.the-jewish-story.org/neofiti.html. URL consultato il 18 novembre 2016.